# Mecynoecia brevicula
Mecynoecia brevicula är en mossdjursart som beskrevs av Canu och Bassler 1929. Mecynoecia brevicula ingår i släktet Mecynoecia och familjen Entalophoridae. Inga underarter finns listade i Catalogue of Life.